# 城寨城堡

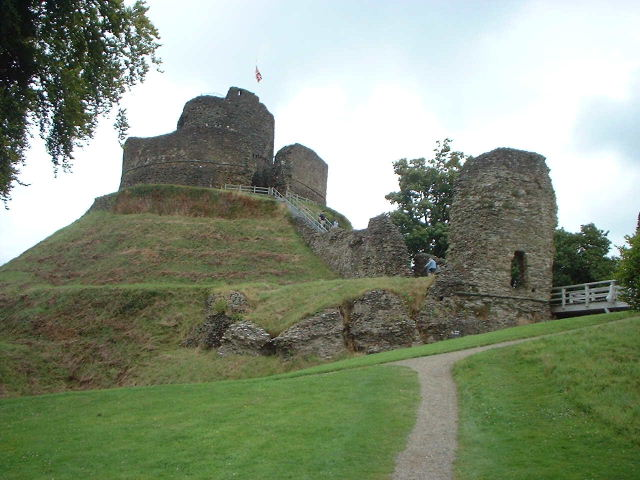
朗塞斯頓城堡，一个典型的城寨城堡，左侧为小丘，右侧为外凸的堡垒

城寨城堡（英語：motte-and-bailey castle）是古代歐洲的一种防禦工事，它在附近小丘（英語：motte）上有一個木製或石頭要塞，旁边修筑有一個有圍牆的庭院或城寨（bailey），周圍環繞著保護溝和柵欄。這些城堡相對容易用非熟練勞動力建造，但在軍事上仍然很強大，這些城堡從10世紀開始橫跨北歐，從法國的諾曼底和安茹延伸到11世紀的神聖羅馬帝國。諾曼人將該設計引入英格蘭和威爾士。城寨城堡在12世紀和13世紀在蘇格蘭、愛爾蘭、低地國家和丹麥被採用。英格蘭的溫莎城堡是城寨城堡的一個例子。到13世紀末，該設計在很大程度上被其他形式的防禦工事所取代，但土方工程在許多國家仍然是一個突出的特徵。